# Jane Grey (attrice)
Jane Grey (Middlebury, 22 maggio 1883 – New York, 9 novembre 1944) è stata un'attrice statunitense.

## Filmografia
- The Adventures of a Girl Reporter (1914)
- The Little Gray Lady, regia di Francis Powers (1914)
- The Flaming Sword, regia di Edwin Middleton (come E. Middleton) (1915)
- The Right of Way, regia di John W. Noble (1915)
- I sette angeli di Ketty (Let Katie Do It), regia di C.M. Franklin e S.A. Franklin (1916)
- Man and His Angel, regia di Burton L. King (1916)
- The Waifs, regia di Scott Sidney (1916)
- The Test, regia di George Fitzmaurice (1916)
- The Flower of Faith, regia di Burton L. King (1916)
- Her Fighting Chance, regia di Edwin Carewe (1917)
- The Guilty Wife (1918)
- The Birth of a Race, regia di John W. Noble (1918)
- When My Ship Comes In, regia di Robert Thornby (1919)
- The Inner Ring, regia di George Terwilliger (1919)
- Le Droit de tuer, regia di Charles Maudru (1920)
- L'Orpheline, regia di Louis Feuillade (1921)
- Parisette, regia di Louis Feuillade (1921)
- The Governor's Lady, regia di Harry F. Millarde (1923)
- The Love Wager, regia di Henry Otto (1927)